# Entomofobia
L'entomofobia , dal greco ετόμο (insetto) e φοβία (fobia, paura) è l'anormale ed irrazionale timore o avversione nei confronti degli insetti.
Comunemente questa condizione potrebbe essere denominata come "paura degli insetti", e provoca reazioni emotive che possono andare da lievi forme di ansia fino a forti attacchi di panico. Si tratta di un particolare caso di fobie specifiche, le quali hanno sostanzialmente le stesse cause e quindi abbisognano di trattamenti simili.
Tra i casi particolari ci sono la katsaridaphobia (la paura degli scarafaggi) e l'apifobia (la paura delle api).